# آلبینا خومیچ
آلبینا ویکتوروفنا خومیچ (روسی: Альбина Викторовна Хомич؛ زادهٔ ۲۴ اوت ۱۹۷۶) وزنه‌بردار زن اهل روسیه است.
وی در مسابقات کشوری و بین‌المللی در مجموع برندهٔ ۵ مدال طلا، ۴ مدال نقره و ۳ مدال برنز شده‌است.